# میراژمن
میراژمن (به انگلیسی: Mirageman) یک فیلم ابرقهرمانی شیلیایی محصول سال ۲۰۰۷ به نویسندگی و کارگردانی ارنستو دیاز اسپینوزا با بازی مارکو سارور و ماریا النا سوئت است. این فیلم برای دریافت جایزه موج بعدی AMD برای بهترین فیلم بلند رقابت کرد و مدال برنز و جایزه تماشاگران را در سومین جشنواره فیلم فانتزی از آن خود کرد.
این فیلم اولین نمایش جهانی خود را در ۱۵ جولای ۲۰۰۷، در یازدهمین جشنواره بین‌المللی فیلم فنتیژا، تجربه کرد، سپس در ۲۱ سپتامبر ۲۰۰۷، در سومین جشنواره فیلم فانتاستیک، به نمایش درآمد. این فیلم در ۲۰ مارس ۲۰۰۸، در سینماهای شیلی به صورت تجاری اکران شد.

## داستان
مرد جوانی که از یک تراژدی خانوادگی رنج می‌برد، می‌خواهد از برادرش که در یک مرکز درمانی بستری است، حمایت کند. او با لباس ابرقهرمانی از کتاب‌های مصور، به افراد ضعیف کمک می‌کند، با جرم و جنایت مبارزه می‌کند و برادرش را با تحسین این قهرمان خیابانی جدید، به واکنش وامی‌دارد.

## گیشه
فیلم «میراژمن» در ۱۱ هفته نمایش خود در سینماها، ۸۰٫۸۳۶ بیننده را به خود جذب کرد و با فروش ۱۸۹٫۳۹۳٫۰۹۱ دلار پزو شیلی، به پنجمین فیلم پرفروش ملی آن سال تبدیل شد.